# Jó Pásztor-kápolna (Esztergom)
A római katolikus Jó pásztor-kápolna területileg az esztergomi belvárosi plébániához tartozik. A belvárosi temető felett található, felújítása jelenleg zajlik, és várhatóan 2019 év végére fejeződik be.

## Története
Az esztergomi Jó pásztor-kápolna építése 1900-ban kezdődött meg. A város egyik legszebb kápolnája dr. Fehér Gyula volt belvárosi plébános kezdeményezésére épült a belvárosi temető fölött a Kálvária-kápolnától nem messze. Elkészülése után alakították át a temető bejáratánál álló régi Jó pásztor-kápolnát ravatalozó kápolnává. Felszentelésére 1901. július 17-én került sor a kálváriával együtt. A szertartást Fehér Gyula végezte, de az épület végleges átadása csak 1907. május 28-án történt.
Jelenleg elhanyagolt állapotban van, egy időben hajléktalanok szálltak meg benne, a kilencvenes években egy tűzeset során a tetőszerkezete leégett, tornyát ekkor nem állították helyre. Végül 2018-ban kezdődött meg az épület és a szomszédos kálvária teljes felújítása, melynek során a huszártornyot is újjáépítik. Az épület a munkálatok befejeztével 24 méter magas lesz.

## Leírása
A neogótikus kápolna alatt hatalmas, téglából és terméskőből készült kriptaépületet alakítottak ki. A sírboltok „eladására számítva építtették a kápolnát is”. Bejáratát két pillér fogja közre, mellettük két-két keskeny ablak húzódik.
A kriptaépítményre a nyeregtetős kápolna csúcsíves stílben készült. A bejárata egy bélletes, csúcsíves keretezésű kapu, előtte díszes vaskorlát húzódik. A kapu fölött az építés dátuma látható MDCCCC alakban. Az évszám fölött egy térdelő, glóriás alak domborműve helyezkedik el. A homlokzatot egy rózsaablak díszíti, és egy háromszög alakú oromzatban végződik. Az oromzat szélét levélmintájú díszítés látható. A rózsaablak alatt, két román stílusú oszlop között hetes tagozású árkádsor sorakozik. A hét fülkéből három nyitott ablak, négy pedig vak. Az oldalfalakon támpillérek állnak. A hajót és a szentélyt összekötő tagozatot időközben elbontották.

## Galéria

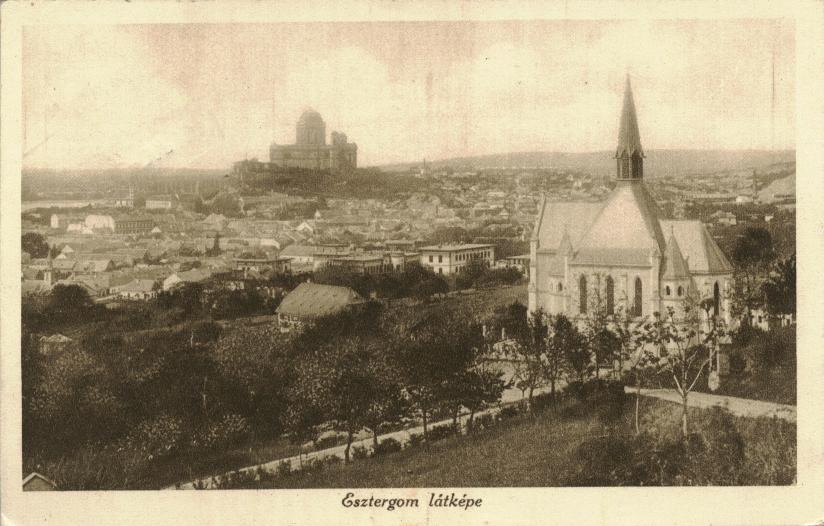
A kápolna és a főszékesegyház egykor
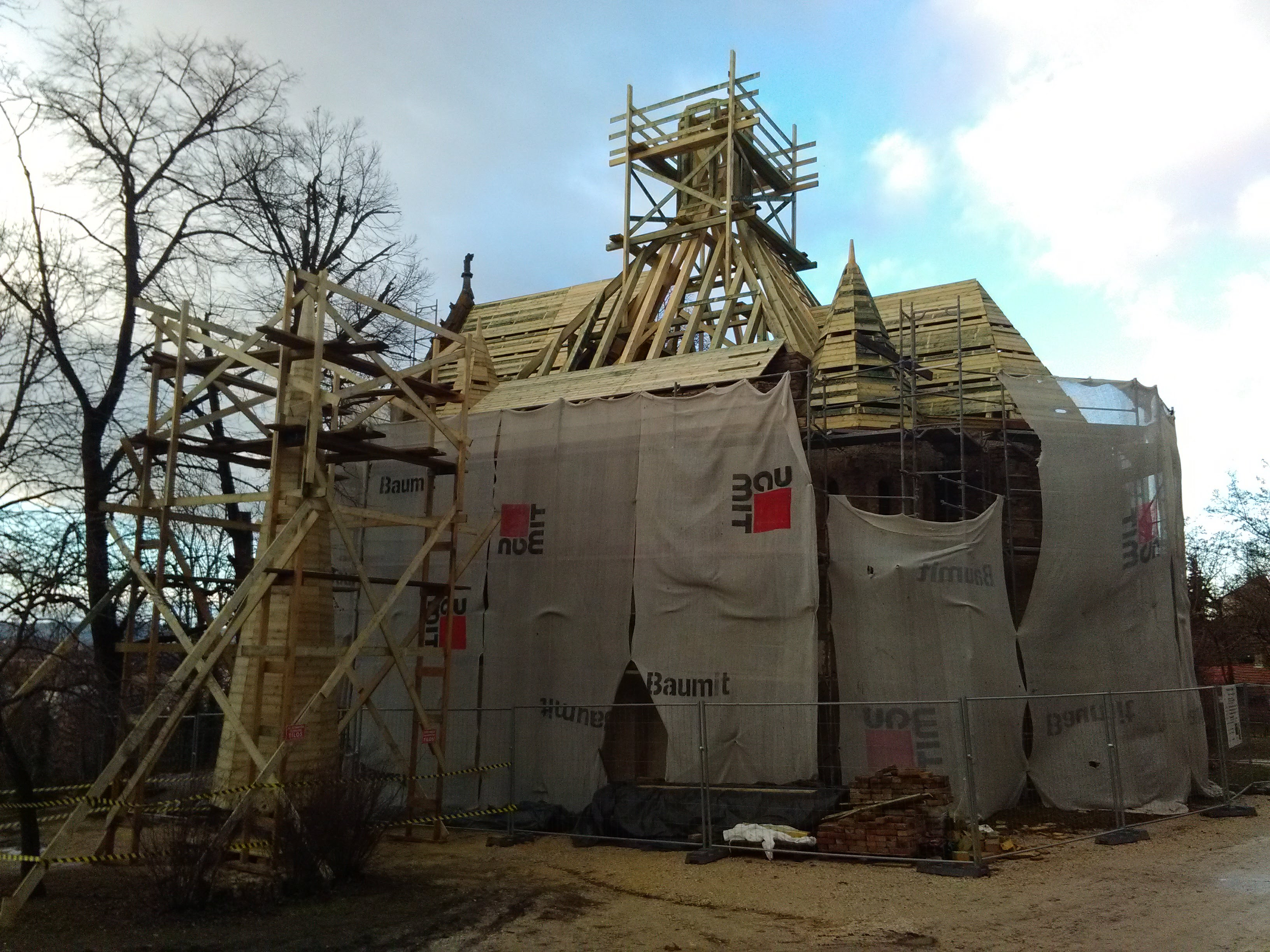
Felújítási munkák 2018-ban. A toronysisak még a földön várja, hogy a helyére kerüljön.